# Bucolione
Bucolione (in greco antico: Βουκολίων?, Būkolíōn) è un personaggio della mitologia greca. Fu un pastore.

## Genealogia
Figlio del re di Troia Laomedonte e della ninfa Calibe,  ebbe dalla naiade Abarbarea i gemelli Pedaso ed Esepo.

## Mitologia
Bucolione era il primogenito di Laomedonte,  ma per motivi non chiari nacque in segreto e crebbe lontano dalla corte: divenuto poi un pastore, si unì alla Naiade Abarbarea dalla quale ebbe i due figli gemelli, che combatterono e furono uccisi nella guerra di Troia.
Non si sa se Bucolione sopravvisse alla caduta della città.

## Omonimina
Non va confuso con l'omonimo guerriero acheo che durante la guerra di Troia fu ucciso da Euripilo.

## Pareri secondari
- Secondo Giovanni Tzetzes, dal matrimonio di Bucolione e Abarbarea nacque anche Euforbo, presentato invece dalla maggior parte dei mitografi come figlio di Pantoo e di Frontide.